# Rich Communication Services
Rich Communication Services, RCS  (англ.) — протокол передачи коротких сообщений и контактных данных между абонентами подвижной (сотовой) связи, был предложен GSMA в 2008 году как замена для устаревающего протокола службы коротких текстовых сообщений SMS. В 2012 году стандартизованы первые версии. Имеет различные маркетинговые названия: Advanced Messaging, Chat, Joyn, SMSoIP, Message+, SMS+.

## Описание и история
RCS входит в семейство протоколов IP Multimedia System, использующих интернет для передачи сообщений, голосовых звонков и мультимедиа, в частности, анимированных GIF, фотографий и видео. Отдельные операторы внедрили технологии RCS в своих сетях начиная с 2012 года.
По состоянию на 2019 год компания Google начинает внедрение в США сервиса обмена RCS-сообщениями, работающего с телефонами на ОС Android.
В ноябре 2020 года Google запустила RCS в приложении Google Messages во всём мире, кроме России, КНДР, КНР, Ирана и Кубы. В приложении включена возможность сквозного (end-to-end) шифрования как тестовая функция.

### RCS в России
29 октября 2020 года МТС объявила о запуске RCS в Москве для некоторых смартфонов компании Samsung. По словам представителей оператора, список поддерживаемых устройств будет со временем обновляться.